# 刘集镇 (徐州市)
刘集镇，是中华人民共和国江苏省徐州市铜山区下辖的一个乡镇级行政单位。

## 行政区划
刘集镇下辖以下地区：
刘集村、冯王村、车村、东梁庄村、棉布村、许楼村、杨庄村、李庄村、东风村、丁孟村、欣兴村、施楼村、田园村、郭桥村和丁场村。